# Fokker F.11
Fokker F.11 (tên gọi của công ty tại Hà Lan là B.IV) là một loại tàu bay hạng sang được sản xuất như một "Air Yacht" tại Hoa Kỳ cuối thập niên 1920.

## Biến thể
- F.11 hay B.IV
  - F.11a hay B.IVa
    - F.11AHB

## Quốc gia sử dụng
Hoa Kỳ
- Quân đoàn Không quân Lục quân Hoa Kỳ

## Tính năng kỹ chiến thuật (F.11a)
Đặc điểm tổng quát
- Kíp lái: 2
- Sức chứa: 6 hành khách
- Chiều dài: 45 ft 0 in (13.72 m)
- Sải cánh: 59 ft 0 in (17.98 m)
- Trọng lượng rỗng: 6.845 lb (3.105 kg)
- Động cơ: 1 × Wright R-1750, 450 hp (340 kW)

Hiệu suất bay
- Vận tốc cực đại: 110 mph (180 km/h)
- Tầm bay: 400 dặm (640 km)